# ケイジャン (音楽)
ケイジャン (音楽)（Cajun Music）はルイジアナ州に定住したフランス系移民、ケイジャンによって始められたダンス音楽。主にアコーディオンとフィドル、トライアングル (tit-fer (Instrument) ) を入れたバンドで演奏され、歌詞はフランス語で歌われることが多い。

## 概要
1934年ごろから1941年ごろには、カントリー&テキサス・スウィング・ケイジャンがすでに存在していた。当時のケイジャンは、ボブ・ウィリスらのウエスタン・スウィングの影響を受けていた。ケイジャンのアコーディオン奏者は、音符を繰り返すことでボーカルのエネルギーを引き出そうとしている。
代表的なアーティストとしてはボーソレイユ、サヴォア・ファミリー、バルファ・ブラザーズ、スティーヴ・ライリー&ザ・マムー・プレイボーイズなどが挙げられる。一方同じルイジアナには、主に黒人達が演奏する、ザディコという音楽も存在する。ザディオもケイジャン同様、アコーディオンがメインの楽器となっているが、ザディコには通常フィドルは入らず、その代わりにパーカッションの役目を果たすラブボード（洗濯板が楽器に変化したもの）が使用される。ケイジャン・ミュージックとザディコはお互い影響を受け合いながら歩んできており、ウェイン・トゥープスのように両者のクロスオーバー的なサウンドを狙うアーティストも存在する。ニュー・トラディショナルのケイジャン音楽家は、マイケル・ドゥーセ、ザカリー・リシャールらがいて、70年代に活動を始めた者が多い。コンテンポラリー・ケイジャンは、ウェイン・トゥープス、スティーヴ・ライリー&マモウ・プレイボーイズらで、80年代に活動を開始している。

## 主なアーティスト
| - ネーザン・アブシール (Nathan Abshire) - レイ・アブシール (Ray Abshire) - ザッカリー・リシャール (Zachary Richard) - マーク・サヴォア (Marc Savoy) - ブルース・ダグレポン (Bruce Daigrepont) - ジョー・エル・ソニエ (Jo-El Sonnier) - ベルトン・リシャール (Belton Richard) - スティーヴ・ライリー (Steve Riley) - ウェイン・トゥープス (Wayne Toups) - エディー・ルジューン (Eddie LeJeune) - アイリー・ルジューン (Iry LeJeune) | - ダグ・カーショウ (Doug Kershaw) - マイケル・ドゥーセ (Michael Doucet) - アマンダ・ショウ (Amanda Shaw) - アン・サヴォア (Ann Savoy) - クリスティーン・バルファ (Christine Balfa) - ボーソレイユ (BeauSoleil) - パイン・リーフ・ボーイズ (The Pine Leaf Boys) - バルファ・トゥジュール (Balfa Toujours) - バルファ・ブラザーズ (The Balfa Brothers) - レッド・スティック・ランブラーズ (Red Stick Ramblers) - ハックベリー・ランブラーズ (Hackberry Ramblers) - フォーフォーレ (La Bande Feufollet) - マグノリア・シスターズ (The Magnolia Sisters) - サヴォア・ドゥーセ・ケイジャン・バンド (Savoy-Doucet Cajun Band) |